# سیچفکا (سرزمین آلتای)
سیچفکا (به لاتین: Sychevka) یک منطقهٔ مسکونی در روسیه است که در سرزمین آلتای واقع شده‌است.